# پالیگ
پالیگ (درگذشتهٔ ۱۰۰۲) پسر آسبیورن توکسن، یکی از دانمارکی‌هایی بود که برای کمک به اتلرد دوم، شاه انگلستان به خدمت او درآمد و به مقام ارلی دونشایر رسید. او احتمالاً پیش از این نیز مقام بالایی داشت زیرا که با گانهیلد، خواهر اسوین، شاه دانمارک (و دختر هارالد دندان‌آبی) ازدواج کرده بود. 
پالیگ و همسرش پس از آمدن به انگلستان به آیین مسیحیت درآمده و او علاوه بر مقام ارلی، هدایا و پاداش‌های زیادی را نیز در قالب پول و زمین از شاه اتلرد دریافت داشت. با این حال پالیگ در ۱۰۰۱ خدمت اتلرد را ترک گفت و به دانمارکی‌هایی پیوست که شایرهای غربی انگلستان را مورد تاخت و تاز خود قرار داده بودند. این موضوع خشم اتلرد را برانگیخت و خیانت پالیگ خود یکی از دلایلی شد که شاه انگلستان فرمان قتل‌عام دانمارکی‌ها را صادر نمود.
واقعهٔ کشتار دانمارکی‌ها در ۱۳ نوامبر ۱۰۰۲ در روز سنت برایس روی داد و به کشتار سنت برایس معروف شد. پالیگ، گانهیلد و پسرشان نیز در این قتل‌عام جان خود را از دست دادند و گمان می‌رود یکی از دلایل تهاجم اسوین ریش دوشاخ در ۱۰۰۳ به انگلستان، گرفتن انتقام خواهرش بوده باشد. 